# Оливър Кромуел
Оливър Кромуел (на английски: Oliver Cromwell) е водач на Английската революция, виден английски военачалник, генерал, антироялист и държавник.
От 1653 до 1658 година е лорд-протектор на Англия, Шотландия и Ирландия.

## Биография
Роден е в Хънтингдън, близо до Кеймбридж, на 25 април 1599 г. Учи в колежа, „Сидней Съсекс“, Кембридж, който е основан скоро преди това, и е известен със силния си пуритански дух. Скоро след като започва обучението си, Кромуел го напуска, като така и не получава научна степен, вероятно заради смъртта на баща си, Робърт Кромуел (1560 – 1617).
До войната Кромуел е обикновен земевладелец. Прадедите му забогатяват по време на управлението на крал Хенри VIII, когато са конфискувани манастирските и църковни земи.
Кромуел е ревностен протестант и пуритан от крайното течение на индепендентите. Крилата фраза стават думите на Кромуел, с които се обръща към войниците, когато преминават река: „Уповавайте се на Бога, но барута пазете сух!“.

## Гражданска война в Англия
В началото на Английската гражданска война Кромуел започва своята военна кариера, командвайки кавалерийски отряд от 60 конници, и в качеството си на капитан, води известния като „Желязната кавалерия“ отряд, който по-късно става негова основна армия на Новия модел.
Лидерството на Кромуел изпъква осезаемо в битката при Марстън Мур (1644), с която той си завоюва голямо влияние в цяла Англия. Кромуел се оказва талантлив пълководец. Неговата войска, която включва членове предимно от „кръглоглави“ (на английски: roundheads, привърженици на парламента), удържа победа над един от привържениците на крал Чарлз I. Така се очертава сражение с кралската войска.

### Битка при Нейзби и смяна на властта
В битката при Нейзби, близо до Нортхамптън, на 14 юни 1645 г. се сблъсъкват войските на крал Чарлз I и силите подкрепящи парламента, наречени „кръглоглави“, водени от генерал Оливър Кромуел.
Чарлз I иска да избегне битката, поради явното преимущество на армията на Кромуел в численост.
Много от командирите обаче искат да се сражават, като най-настоятелен е един от командващите на армията на „роялистите“ – принц Рупърт, който настоява за битка, с аргумента че по-голямата част от „кръглоглавите“ са просто въоръжени селяни без воински опит. 
Битката се оказва решаваща. Като лидер на парламентарната коалиция и командващ Червената армия на Новия модел (Кръглоглавите), Кромуел побеждава крал Чарлз I, разбива кралската войска и слага край на управлението на монарха и на неговата абсолютна власт.
Година по-късно Чарлз I се съюзява с шотландците, но те го предават на Парламента. Кралят е затворен в килия, а през 1649 г. е осъден на смърт от трибунал за държавна измяна. На 30 януари 1649 г. с решение на трибунала Чарлз I е екзекутиран.

## Управление на страната и реформи на Кромуел
Оливър Кромуел, получил определени пълномощия, опразва палата на парламента и назначава съвет от свои бойни съратници-протестанти. При новия лидер – Оливър Кромуел, са приети следните поправки: забранени са дуелите в армията, разрешен е гражданският брак, цялото кралско имущество се предава на държавната хазна. Кромуел получава титлата генералисимус.
Вече, взел властта в свои ръце (получава новата титла „лорд-протектор“), Кромуел започва да въвежда строг порядък, започнал с установяването на своя диктатура. Той жестоко потушава въстанията в Ирландия и Шотландия, разделя страната на 12 военни губернаторства, начело на които са подотчетни на него генерал-майори, въвежда охрана на главните пътища, налага система за събиране на данъци.
По време на своето управление Оливър Кромуел сключва мир с Дания, Швеция, Холандия, Франция и Португалия. Продължава да воюва със старите врагове на Англия – Испания. Последователността и твърдостта на Кромуел прави така, че цяла Европа започва да уважава и Англия и нейния лидер – Лорд-протектора. Малко по-късно, когато в страната е установен ред, Кромуел разрешава да бъде избран парламент. Кромуел обаче не постига разбирателство и с новия парламент, защото контролът остава в ръцете на армията. От 1654 г. в страната настъпва истинска военна диктатура, като страната е разделена на 11 военно-административни окръга, оглавявани от генерал-майори. Те имат почти неограничена власт – управляват областите, ръководят събирането на данъците, следят за нравствеността и строго наказват проявите на недоволство. При военната диктатура възтържествуват пуританските принципи, като са забранени всички прояви на веселие и жизнерадост и театралните представления, включително драмите на Шекспир 
Оливър Кромуел отказва да приеме короната, защото се страхува да не загуби доверието на армията, сред която царят републикански настроения. През 1657 г. той склонява да възстанови Камарата на лордовете и определя сина си Ричард за свой наследник. До неговата смърт Англия остава република, а след кончината му лорд-протектор става неговият син Ричард Кромуел. Той няма способностите на баща си и изпълнителната власт преминава фактически у командирите на армията.

## Смърт, погребение с почести, ексхумация и гавра с тялото
Счита се, че смъртта на Кромуел настъпва като следствие от заболяване от малария или от отравяне. Тялото му е погребано в Уестминстърското абатство, с най-високи почести, до телата на кралете на Англия.
След смъртта му в Англия настава хаос. Парламентът изпада в паника, а неговият син не успява да се справи с положението. При това положение парламентът набързо решава да издигне на трона сина на Чарлз I – Чарлз II.
Две години след смъртта на Кромуел, тялото му е изровено от гроба, обесено на „бесилката на позора“ в Тайбърн, обезглавено и захвърлено в общ гроб, което по това време е традиционно наказание, за изменниците на Англия.
Главата му е набучена на кол и занесена в Лондон, като е поставена в близост до залата, в която бил осъден крал Чарлз I.
По-късно главата изчезва. През XVIII век, на панаири из цяла Англия, е показван череп, за който се твърдяло, че е на Оливър Кромуел, като желаещите можели да го зърнат срещу заплащане.

## Семейство
Когато Кромуел напуска Юридическия факултет на Кембриджкия университет, се жени за дъщерята на немного заможен лондонски търговец – Елизабет (на английски: Elizabeth Bourchier 1598 – 1665). Двамата имат 9 деца:
- Робърт (1621 – 1639), умира скоро, след като завършва училище.
- Оливър (1622 – 1644), умира от коремен тиф и треска, докато служи като Парламентарен офицер.
- Бриджет (1624 – 1681), омъжва се два пъти, първо за Хенри Айретън, по-късно за Чарлз Флейтууд.
- Ричард (1626 – 1712), приемник на баща си на длъжността Лорд-протектор.
- Хенри (1628 – 1674), по-късно Лорд, представител на Ирландия.
- Елизабет (1629 – 1658), омъжва се за Джон Клайпул.
- Джеймс (род и поч. 1632), умира скоро след раждането.
- Мери (1637 – 1713), омъжва се за граф Томас Белайсис].
- Франсис (1638 – 1720), омъжва се за Робърт Рич, по-късно сключва втори брак за сър Джон Ръсел, 4-ти баронет.

След сватбата, за кратко, Кромуел се занимава предимно със стопанство в своето имение.